# ジョーイ・ヴィラセニョール
ジョーイ・ヴィラセニョール（Joey Villaseñor、1975年10月17日 - ）は、アメリカ合衆国の男性総合格闘家。カリフォルニア州ロサンゼルス出身。ジャクソンズMMA所属。元KOTC世界ミドル級王者。
ムエタイや柔術などの幅広い分野のバックボーンを持つ。強靭な肉体から繰り出す打撃、パウンドを得意技とし、その体躯の強さで相手を叩きのめすファイトスタイルから「金網のヘラクレス」、「ドリームスマッシャー（夢を打ち砕く男）」の異名を持つ。

## 来歴
9歳の時にカリフォルニア州からニューメキシコ州へ移住。高校時代にPPVで黎明期のUFCを観戦し、感銘を受け総合格闘技を志した。アマチュアボクシングで16戦16勝15KOの成績を収め1999年4月に総合格闘技デビュー。
2000年3月にIFC全米ライトヘビー級（-88kg）王座を獲得。その後デビッド・テレルに一本負けし王座陥落するも、2004年9月にブライアン・フォスターを破りKOTC世界ミドル級王座獲得に成功した。KOTCにて15戦15勝（そのうち13勝は完全決着）という記録を作った。
2006年6月4日、PRIDE初参戦となったPRIDE 武士道 -其の十一-のウェルター級（-83kg）グランプリ1回戦で長南亮と対戦し、1-2の判定負けを喫した。
2006年10月21日、PRIDE.32でロビー・ローラーと対戦し、開始22秒跳び膝蹴りでTKO負けを喫した。
2007年2月10日、初参戦となったEliteXCでデビッド・ロワゾーと対戦し、判定勝ちを収めた。
2007年6月22日、Strikeforce: Shamrock vs. Baroniで行われた初代EliteXC世界ミドル級王座決定戦でムリーロ・ニンジャと対戦し、パウンドでTKO負けを喫し王座獲得に失敗した。
2007年9月15日、EliteXCで福田力と対戦し、2-1の判定勝ちを収めた。
2010年5月15日、Strikeforce: Heavy Artilleryでホナウド・ジャカレイと対戦し、0-3の判定負けを喫した。
2010年9月11日、Shark Fightsでダニーロ・ビルフォートと対戦し、0-3の判定負けを喫した。

## 戦績
| 総合格闘技 戦績 | 総合格闘技 戦績 | 総合格闘技 戦績 | 総合格闘技 戦績 | 総合格闘技 戦績 | 総合格闘技 戦績 | 総合格闘技 戦績 |
| --------------- | --------------- | --------------- | --------------- | --------------- | --------------- | --------------- |
| 36 試合         | (T)KO           | 一本            | 判定            | その他          | 引き分け        | 無効試合        |
| 27 勝           | 12              | 10              | 5               | 0               | 0               | 0               |
| 9 敗            | 4               | 1               | 4               | 0               | 0               | 0               |

| 勝敗 | 対戦相手                     | 試合結果                          | 大会名                                                             | 開催年月日     |
| ×    | クリス・カモージー           | 5分3R終了 判定1-2                 | Shark Fights 15: Villasenor vs. Camozzi                            | 2011年5月27日  |
| ×    | ダニーロ・ビルフォート       | 5分3R終了 判定0-3                 | Shark Fights 13: Jardine vs. Prangley                              | 2010年9月11日  |
| ×    | ホナウド・ジャカレイ         | 5分3R終了 判定0-3                 | Strikeforce: Heavy Artillery                                       | 2010年5月15日  |
| ○    | エヴァンゲリスタ・サイボーグ | 5分3R終了 判定2-1                 | Strikeforce Challengers 2                                          | 2009年6月19日  |
| ○    | フィル・バローニ             | 1R 1:11 TKO（スタンドパンチ連打） | EliteXC: Primetime                                                 | 2008年5月31日  |
| ○    | ライアン・ジェンセン         | 1R 4:45 KO（パンチ）              | Strikeforce: Shamrock vs. Le                                       | 2008年3月29日  |
| ○    | 福田力                       | 5分3R終了 判定2-1                 | EliteXC: Uprising                                                  | 2007年9月15日  |
| ×    | ムリーロ・ニンジャ           | 2R 1:05 TKO（右フック→パウンド）  | Strikeforce: Shamrock vs. Baroni 【EliteXC世界ミドル級王座決定戦】 | 2007年6月22日  |
| ○    | デビッド・ロワゾー           | 5分3R終了 判定3-0                 | EliteXC: Destiny                                                   | 2007年2月10日  |
| ×    | ロビー・ローラー             | 1R 0:22 TKO（左跳び膝蹴り）       | PRIDE.32 "THE REAL DEAL"                                           | 2006年10月21日 |
| ○    | ジョン・クロンク             | 1R 4:04 TKO                       | KOTC: Civil War 【KOTC世界ミドル級タイトルマッチ】                 | 2006年7月29日  |
| ×    | 長南亮                       | 2R（10分/5分）終了 判定1-2        | PRIDE 武士道 -其の十一- 【ウェルター級グランプリ 1回戦】           | 2006年6月4日   |
| ○    | 白井祐矢                     | 5分2R終了 判定3-0                 | DEEP 24 IMPACT                                                     | 2006年4月11日  |
| ○    | ケイシー・ウスコーラ         | 2R 4:14 TKO（パンチ連打）         | KOTC: Anarchy 【KOTC世界ミドル級タイトルマッチ】                   | 2006年2月11日  |
| ○    | ジョルジ・サンチアゴ         | 5分3R終了 判定3-0                 | KOTC 58: Prime Time 【KOTC世界ミドル級タイトルマッチ】             | 2005年8月5日   |
| ○    | ダミアン・リシオ             | 1R 1:55 KO（パンチ連打）          | KOTC: Warzone 【KOTC世界ミドル級タイトルマッチ】                   | 2005年6月24日  |
| ○    | マイケル・ゴンザレス         | 1R 1:05 チョーク                  | KOTC 55: Grudge Match 【KOTC世界ミドル級タイトルマッチ】           | 2005年6月17日  |
| ○    | ブレンダン・セグイン         | 1R 2:10 KO（パンチ連打）          | KOTC 48: Payback 【KOTC世界ミドル級タイトルマッチ】                | 2005年2月25日  |
| ○    | ホルヘ・オルティス           | 1R 3:19 ギブアップ（打撃）        | KOTC: Hostile Takeover 【KOTC世界ミドル級タイトルマッチ】          | 2004年12月4日  |
| ○    | ブライアン・フォスター       | 1R 4:25 チョークスリーパー        | KOTC 41: Relentless 【KOTC世界ミドル級王座決定戦】                 | 2004年9月24日  |
| ○    | ハンク・ウェイス             | 1R 0:05 KO                        | KOTC: New Mexico                                                   | 2004年8月28日  |
| ○    | ダニー・ヒギンス             | 1R 2:42 ギブアップ（パンチ連打）  | XFC 4: Australia vs. The World                                     | 2004年3月19日  |
| ○    | アート・サントーレ           | 2R 0:31 TKO（カット）             | KOTC 30: The Pinnacle                                              | 2003年11月2日  |
| ○    | ジェームス・ファンシアー     | 2R 2:26 チョークスリーパー        | KOTC 28: More Punishment                                           | 2003年8月16日  |
| ○    | ジョー・メリット             | 1R 4:06 TKO                       | KOTC 24: Mayhem                                                    | 2003年6月14日  |
| ○    | トニー・ガリンド             | 1R終了時 TKO（タオル投入）        | KOTC 21: Invasion                                                  | 2003年2月21日  |
| ○    | ローン・エステス             | 1R 1:43 ギブアップ（パンチ連打）  | KOTC 20: Crossroads                                                | 2002年12月15日 |
| ×    | ジャーメイン・アンドレ       | 1R 0:21 TKO（脚の負傷）           | WFA 2: Level 2 【WFAミドル級王座決定戦】                           | 2002年7月5日   |
| ○    | トッド・カーニー             | 1R 1:47 チョークスリーパー        | KOTC 14: New Mexico                                                | 2002年6月19日  |
| ○    | ティム・クレデュー           | 2R 3:24 ギブアップ（パンチ連打）  | KOTC 13: Revolution                                                | 2002年5月17日  |
| ○    | エディ・ロロン               | 1R 7:30 TKO（ドクターストップ）   | IFC Warriors Challenge 12                                          | 2001年4月11日  |
| ○    | アラン・モールリング         | 1R 3:27 TKO（パンチ連打）         | IFC Warriors Challenge 11                                          | 2001年1月13日  |
| ×    | デビッド・テレル             | 1R 2:24 腕ひしぎ十字固め          | IFC Warriors Challenge 9 【IFC全米ライトヘビー級タイトルマッチ】   | 2000年7月18日  |
| ○    | ガブリエル・デュラン         | 1R 2:31 三角絞め                  | IFC Warriors Challenge 6 【IFC全米ライトヘビー級王座決定戦】       | 2000年3月25日  |
| ×    | アダム・ターシー             | 2R 5:00 TKO                       | World Vale Tudo Federation: Casper                                 | 1999年10月9日  |
| ○    | シェイン・シャルツァー       | 1R 1:12 ギブアップ（パンチ連打）  | World Vale Tudo Federation: Durango                                | 1999年4月17日  |

## 獲得タイトル
- IFC全米ライトヘビー級王座（2000年）
- 第3代KOTC世界ミドル級王座（2004年）